# Eurolega 2007-2008
L'Eurolega 2007-2008 è stata la 43ª edizione (la 1ª con la denominazione attuale) della massima competizione europea. Il torneo è iniziato il 20 ottobre 2007 e si è concluso l'11 maggio 2008 con la final four al Palau Blaugrana di Barcellona, in Spagna.
A vincere il trofeo è stato il Barcellona, al diciottesimo successo nella manifestazione, che ha battuto in finale il Reus Deportiu per 5-2. Gli spagnoli hanno ottenuto la possibilità di sfidare i vincitori della Coppa CERS 2007-2008 nella Coppa Continentale 2008-2009.
Il Barcellona era campione in carica, dopo aver vinto per la diciassettesima volta la competizione nella precedente edizione.

## Formula
A partire da questa stagione la competizione vide un cambiamento sia nella denominazione sia nel formato. Il nuovo nome del torneo fu Eurolega; venne rivisto anche il formato della competizione. Le squadre partecipanti furono stabilizzate in sedici e la manifestazione fu strutturata su due fasi. Nella prima fase i club vennero divisi in quattro gruppi da quattro squadre ciascuno i quali vennero disputati tramite la formula del girone all'italiana con gare di andata e ritorno. Le prime classificate si qualificarono direttamente per le final Four che vennero disputate con la formula dell'eliminazione diretta in due turni, semifinali e finale.

## Date
| Fase          | Turno            | Andata           | Ritorno          |
| ------------- | ---------------- | ---------------- | ---------------- |
| Fase a gironi | Prima giornata   | 20 ottobre 2007  | 20 ottobre 2007  |
| Fase a gironi | Seconda giornata | 17 novembre 2007 | 17 novembre 2007 |
| Fase a gironi | Terza giornata   | 15 dicembre 2007 | 15 dicembre 2007 |
| Fase a gironi | Quarta giornata  | 19 gennaio 2008  | 19 gennaio 2008  |
| Fase a gironi | Quinta giornata  | 16 febbraio 2008 | 16 febbraio 2008 |
| Fase a gironi | Sesta giornata   | 15 marzo 2008    | 15 marzo 2008    |
| Final Four    | Semifinali       | 10 maggio 2008   | 10 maggio 2008   |
| Final Four    | Finale           | 11 maggio 2008   | 11 maggio 2008   |

## Squadre partecipanti
| Nazione     | Club             | Città                | Qualificazione                                                                              |
| ----------- | ---------------- | -------------------- | ------------------------------------------------------------------------------------------- |
| Germania    | Cronenberg       | Wuppertal            |                                                                                             |
| Inghilterra | Herne Bay United | Herne Bay            |                                                                                             |
| Italia      | Bassano 54       | Bassano del Grappa   | 2º in Serie A1 2006-2007, semifinale dei play-off                                           |
| Italia      | Follonica        | Follonica            | 1º in Serie A1 2006-2007, vince i play-off, campione d'Italia                               |
| Italia      | Prato Primavera  | Prato                | 6º in Serie A1 2006-2007, quarti di finale dei play-off                                     |
| Portogallo  | Barcelos         | Barcelos             | 3º in 1ª Divisão 2006-2007, semifinale dei play-off                                         |
| Portogallo  | Candelária       | Madalena             | 7º in 1ª Divisão 2006-2007, quarti di finale dei play-off                                   |
| Portogallo  | Porto            | Porto                | 1º in 1ª Divisão 2006-2007, vince i play-off, campione del Portogallo                       |
| Spagna      | Barcellona       | Barcellona           | Campione d'Europa in carica e 1º in OK Liga 2006-2007, vince i play-off, campione di Spagna |
| Spagna      | Igualada         | Igualada             | 7º in OK Liga 2006-2007, quarti di finale dei play-off                                      |
| Spagna      | Liceo La Coruña  | La Coruña            | 4º in OK Liga 2006-2007, semifinale dei play-off                                            |
| Spagna      | Noia             | Sant Sadurní d'Anoia | 6º in OK Liga 2006-2007, semifinale dei play-off                                            |
| Spagna      | Reus Deportiu    | Reus                 | 2º in OK Liga 2006-2007, finale dei play-off                                                |
| Spagna      | Vic              | Vic                  | 3º in OK Liga 2006-2007, quarti di finale dei play-off                                      |
| Spagna      | Vilanova         | Vilanova i la Geltrú | 5º in OK Liga 2006-2007, quarti di finale dei play-off                                      |
| Svizzera    | Wimmis           | Wimmis               |                                                                                             |

## Risultati

### Fase a gironi

#### Girone A
| Squadra    | Pt | G | V | N | P | GF | GS | DG  |
| ---------- | -- | - | - | - | - | -- | -- | --- |
| Barcellona | 18 | 6 | 6 | 0 | 0 | 37 | 8  | +29 |
| Follonica  | 12 | 6 | 4 | 0 | 2 | 38 | 18 | +20 |
| Vilanova   | 6  | 6 | 2 | 0 | 4 | 15 | 27 | -12 |
| Wimmis     | 0  | 6 | 0 | 0 | 6 | 10 | 47 | -37 |

| Vilanova i la Geltrú 20 ottobre 2007 1ª giornata | Vilanova | 0 – 7 | Follonica | Pavelló de les Casernes |

| Barcellona 20 ottobre 2007 1ª giornata | Barcellona | 7 – 1 | Wimmis | Palau Blaugrana |

| Follonica 17 novembre 2007 2ª giornata | Follonica | 1 – 3 | Barcellona | Pista Armeni |

| Wimmis 17 novembre 2007 2ª giornata | Wimmis | 2 – 4 | Vilanova | Rollhockeyhalle Herrenmatte |

| Follonica 15 dicembre 2007 3ª giornata | Follonica | 13 – 2 | Wimmis | Pista Armeni |

| Vilanova i la Geltrú 15 dicembre 2007 3ª giornata | Vilanova | 0 – 5 | Barcellona | Pavelló de les Casernes |

| Follonica 19 gennaio 2008 4ª giornata | Follonica | 5 – 3 | Vilanova | Pista Armeni |

| Wimmis 19 gennaio 2008 4ª giornata | Wimmis | 0 – 9 | Barcellona | Rollhockeyhalle Herrenmatte |

| Barcellona 16 febbraio 2008 5ª giornata | Barcellona | 5 – 3 | Follonica | Palau Blaugrana |

| Vilanova i la Geltrú 16 febbraio 2008 5ª giornata | Vilanova | 5 – 0 | Barcellona | Pavelló de les Casernes |

| Wimmis 15 marzo 2008 6ª giornata | Wimmis | 5 – 9 | Follonica | Rollhockeyhalle Herrenmatte |

| Barcellona 15 marzo 2008 6ª giornata | Barcellona | 8 – 3 | Vilanova | Palau Blaugrana |

#### Girone B
| Squadra          | Pt | G | V | N | P | GF | GS | DG  |
| ---------------- | -- | - | - | - | - | -- | -- | --- |
| Vic              | 15 | 6 | 5 | 0 | 1 | 56 | 6  | +50 |
| Porto            | 15 | 6 | 5 | 0 | 1 | 61 | 10 | +51 |
| Prato Primavera  | 4  | 6 | 1 | 1 | 4 | 12 | 38 | -26 |
| Herne Bay United | 1  | 6 | 0 | 1 | 5 | 8  | 83 | -75 |

| Porto 20 ottobre 2007 1ª giornata | Porto | 20 – 1 | Herne Bay United | Dragão Caixa |

| Vic 20 ottobre 2007 1ª giornata | Vic | 8 – 0 | Prato Primavera | Pavelló Olímpic |

| Herne Bay 17 novembre 2007 2ª giornata | Herne Bay United | 0 – 14 | Vic | The Bay Arena |

| Prato 17 novembre 2007 2ª giornata | Prato Primavera | 3 – 6 | Porto | PalaRogai |

| Herne Bay 15 dicembre 2007 3ª giornata | Herne Bay United | 2 – 3 | Prato Primavera | The Bay Arena |

| Porto 15 dicembre 2007 3ª giornata | Porto | 4 – 1 | Vic | Dragão Caixa |

| Herne Bay 19 gennaio 2008 4ª giornata | Herne Bay United | 0 – 21 | Porto | The Bay Arena |

| Prato 19 gennaio 2008 4ª giornata | Prato Primavera | 1 – 8 | Vic | PalaRogai |

| Porto 16 febbraio 2008 5ª giornata | Porto | 10 – 1 | Prato Primavera | Dragão Caixa |

| Vic 16 febbraio 2008 5ª giornata | Vic | 21 – 1 | Herne Bay United | Pavelló Olímpic |

| Prato 15 marzo 2008 6ª giornata | Prato Primavera | 4 – 4 | Herne Bay United | PalaRogai |

| Vic 15 marzo 2008 6ª giornata | Vic | 4 – 0 | Porto | Pavelló Olímpic |

#### Girone C
| Squadra       | Pt | G | V | N | P | GF | GS | DG  |
| ------------- | -- | - | - | - | - | -- | -- | --- |
| Reus Deportiu | 13 | 6 | 4 | 1 | 1 | 21 | 8  | +13 |
| Candelária    | 12 | 6 | 4 | 0 | 2 | 21 | 17 | +4  |
| Igualada      | 10 | 6 | 3 | 1 | 2 | 19 | 13 | +6  |
| Cronenberg    | 0  | 6 | 0 | 0 | 6 | 5  | 28 | -23 |

| Wuppertal 20 ottobre 2007 1ª giornata | Cronenberg | 0 – 3 | Reus Deportiu | Alfred-Henckels-Halle |

| Igualada 20 ottobre 2007 1ª giornata | Igualada | 8 – 3 | Candelária | Poliesportiu Les Comes |

| Madalena 17 novembre 2007 2ª giornata | Candelária | 5 – 0 | Cronenberg | Pavilhão da Candelária |

| Reus 17 novembre 2007 2ª giornata | Reus Deportiu | 2 – 1 | Igualada | Pavelló Olímpic |

| Madalena 15 dicembre 2007 3ª giornata | Candelária | 3 – 2 | Reus Deportiu | Pavilhão da Candelária |

| Igualada 15 dicembre 2007 3ª giornata | Igualada | 4 – 2 | Cronenberg | Poliesportiu Les Comes |

| Madalena 19 gennaio 2008 4ª giornata | Candelária | 3 – 1 | Igualada | Pavilhão da Candelária |

| Reus 19 gennaio 2008 4ª giornata | Reus Deportiu | 7 – 1 | Cronenberg | Pavelló Olímpic |

| Wuppertal 16 febbraio 2008 5ª giornata | Cronenberg | 0 – 5 | Candelária | Alfred-Henckels-Halle |

| Igualada 16 febbraio 2008 5ª giornata | Igualada | 1 – 1 | Reus Deportiu | Poliesportiu Les Comes |

| Wuppertal 16 febbraio 2008 6ª giornata | Cronenberg | 2 – 4 | Igualada | Alfred-Henckels-Halle |

| Reus 15 marzo 2008 6ª giornata | Reus Deportiu | 6 – 2 | Candelária | Pavelló Olímpic |

#### Girone D
| Squadra         | Pt | G | V | N | P | GF | GS | DG |
| --------------- | -- | - | - | - | - | -- | -- | -- |
| Liceo La Coruña | 15 | 6 | 5 | 0 | 1 | 16 | 10 | +6 |
| Noia            | 10 | 6 | 3 | 1 | 2 | 21 | 17 | +4 |
| Barcelos        | 6  | 6 | 2 | 0 | 4 | 12 | 19 | -7 |
| Bassano 54      | 4  | 6 | 1 | 1 | 4 | 18 | 21 | -3 |

| Barcelos 20 ottobre 2007 1ª giornata | Barcelos | 1 – 6 | Noia | Pavilhão Municipal |

| La Coruña 20 ottobre 2007 1ª giornata | Liceo La Coruña | 1 – 0 | Bassano 54 | Pazo dos Deportes de Riazor |

| Bassano del Grappa 17 novembre 2007 2ª giornata | Bassano 54 | 4 – 0 | Barcelos | PalaSind |

| Sant Sadurní d'Anoia 17 novembre 2007 2ª giornata | Noia | 1 – 2 | Liceo La Coruña | Pavelló Ateneu Agrícola |

| Barcelos 15 dicembre 2007 3ª giornata | Barcelos | 5 – 3 | Liceo La Coruña | Pavilhão Municipal |

| Sant Sadurní d'Anoia 15 dicembre 2007 3ª giornata | Noia | 6 – 5 | Bassano 54 | Pavelló Ateneu Agrícola |

| Bassano del Grappa 19 gennaio 2008 4ª giornata | Bassano 54 | 3 – 6 | Liceo La Coruña | PalaSind |

| Sant Sadurní d'Anoia 19 gennaio 2008 4ª giornata | Noia | 3 – 2 | Barcelos | Pavelló Ateneu Agrícola |

| Barcelos 16 febbraio 2008 5ª giornata | Barcelos | 4 – 2 | Bassano 54 | Pavilhão Municipal |

| La Coruña 16 febbraio 2008 5ª giornata | Liceo La Coruña | 3 – 1 | Noia | Pazo dos Deportes de Riazor |

| Bassano del Grappa 15 marzo 2008 6ª giornata | Bassano 54 | 4 – 4 | Noia | PalaSind |

| La Coruña 15 marzo 2008 6ª giornata | Liceo La Coruña | 1 – 0 | Barcelos | Pazo dos Deportes de Riazor |

### Final Four
Le Final Four della manifestazione si sono disputate presso il Palau Blaugrana a Barcellona dal 10 all'11 maggio 2008.
|  | Semifinali      | Semifinali      | Semifinali    |               |            | Finale     | Finale | Finale |  |
|  |                 |                 |               |               |            |            |        |        |  |
|  | Barcellona      | Barcellona      | 2             |               |            |            |        |        |  |
|  | Barcellona      | Barcellona      | 2             |               |            |            |        |        |  |
|  | Vic             | Vic             | 1             |               |            |            |        |        |  |
|  | Vic             | Vic             | 1             |               | Barcellona | Barcellona | 5      |        |  |
|  |                 |                 |               |               | Barcellona | Barcellona | 5      |        |  |
|  |                 |                 | Reus Deportiu | Reus Deportiu | 2          |            |        |        |  |
|  | Reus Deportiu   | Reus Deportiu   | Reus Deportiu | Reus Deportiu | 2          | 2          |        |        |  |
|  | Reus Deportiu   | Reus Deportiu   |               |               |            |            |        |        |  |
|  | Liceo La Coruña | Liceo La Coruña | 1             |               |            |            |        |        |  |